# HSR-350x
HSR-350x(High Speed Rail - 350km/h eXperiment)는 한국형 고속철도 차량의 시험차이다. 1996년 12월에 7개선도기술개발사업(G7)의 일환으로 개발을 시작하여 2002년 12월에 개발을 완료하였으며, 2007년 12월 총 200,000km를 무사고 주행을 완료하며 시험 운전을 종료하였다. 이 차량을 바탕으로 2009년에 양산형 차량인 KTX-산천이 공개되었다.

## 개발 동기
대한민국에서 1990년대 고속철도 사업을 시작하면서, 자체 개발 차량을 사용하려는 계획이 있었으나 무산되었다. 이후 현재 KTX 차량을 도입하면서, 알스톰에서 기술 이전을 받을 수 있는 권리도 같이 사 왔다. 이전받은 기술과 함께 대한민국 국내에서 이루어진 다양한 연구 개발을 통하여 HSR-350x를 개발하였다. 기존 KTX 차량과는 많은 점이 바뀌었고, 특히 대한민국에서 개발된 각종 기술이 적용되었다.
개발 초기에는 시속 약 100km 까지만 속도를 낼 수 있었으나, 이후 연구가 진행되면서 2004년 12월 16일 경부고속선 천안-신탄진 사이에서 시속 352.4km 달성에 성공하였다.

## 기존KTX차량과의 차이점

### 구동 장치
- 제어 장치를 KTX가 사용하는 전류형 GTO 인버터에서 IGCT를 이용한 VVVF 제어로 변경하였다. 이는 세계 철도 차량 중 최초의 시도로, 전력효율 향상과 소음 저감을 달성했다. 하지만 제어기술 발달과 신뢰성 미확보로 인해 양산형 KTX-산천에서는 IGBT로 변경되었다.
- 유도전동기를 채용하여 유지 보수 비용을 절감하였다.

### 팬터그래프
- 하부집전판을 지지하는 하부암의 수를 2개에서 1개로 줄여 공력 저항을 줄였다.
- 가이드 혼이라 불리는 가선 안내부를 집전판에서 분리, 집전판과 중앙 플런저 스프링간을 연결하는 크로스바에 장착하였다. 이를 통해 집전판의 중량을 줄여서 보조플런저 스프링에 걸리는 부담을 줄였다.
- 중앙플런저스프링 상부의 형상을 사각형으로 단순화하여 공력 저항을 줄였다.

### 제동 장치
- 기존 KTX 차량에 사용되었던 4종의 제동장치 이외에 휠디스크제동, 레일식 와전류제동이 추가되어 제동력을 높였다.(KTX-산천에서는 와전류제동 제거됨)
- 제동지령방식이 공기지령방식에서 전자지령방식으로 바뀌어 제동 응답속도를 늘였다.

### 공조 장치
- 급배기기능을 추가하여 터널 내를 주행하는 동안에도 실내 이산화탄소의 농도 증가 혹은 악취 발생시 외부 공기를 빠르게 순환시킬 수 있다.

### 차체
- 차체기밀도가 KTX 차량에 비해 2배 정도 향상되었다.
- KTX와 달리 알루미늄 압출재를 채용하여 중량과 소음이 줄어들었다.
- 전두부 디자인 변경으로 정도의 공력 저항이 줄어들었다.
- 객차의 외형 치수가 2950mm로 확대되었다.

## 현황
G7 프로젝트의 2단계 사업인 고속철도기술개발사업이 2007년 12월에 끝나면서 이 차량은 충청북도 청주시 오송읍에 위치한 한국철도시설공단 소속 오송고속철도 정비차량관리공단에 한동안 방치되고 있었다. 해당 사업이 종료된지 5년이 지난 2012년에는 정부가 가진 차량의 소유권이 소멸하였고, 이에 한국철도기술연구원 등에 의해 차량 보존이 결정되었다. 2014년 12월 경에 이 차량은 각 량마다 분리되어 여러 장소로 분산, 보존되고 있다.
- 동력차(PC1)·동력객차(TM1)·객차(TT2) : 경기도 의왕시 월암동 의왕자연학습공원
- 동력차(PC2)·동력객차(TM5) : 경기도 의왕시 한국철도기술연구원
- 객차(TT3) : 의왕역 유휴녹지선
- 객차(TT4) : 경기도 여주시 북내면 외재로 167-75

## 같이 보기
- KTX-산천 : HSR-350x를 더욱 개량한 양산형 차량